# Dufourea sparsipunctata
Dufourea sparsipunctata är en biart som beskrevs av Richard Mitchell Bohart 1980. Dufourea sparsipunctata ingår i släktet solbin, och familjen vägbin. Inga underarter finns listade i Catalogue of Life.